# Luis Silva Lezaeta

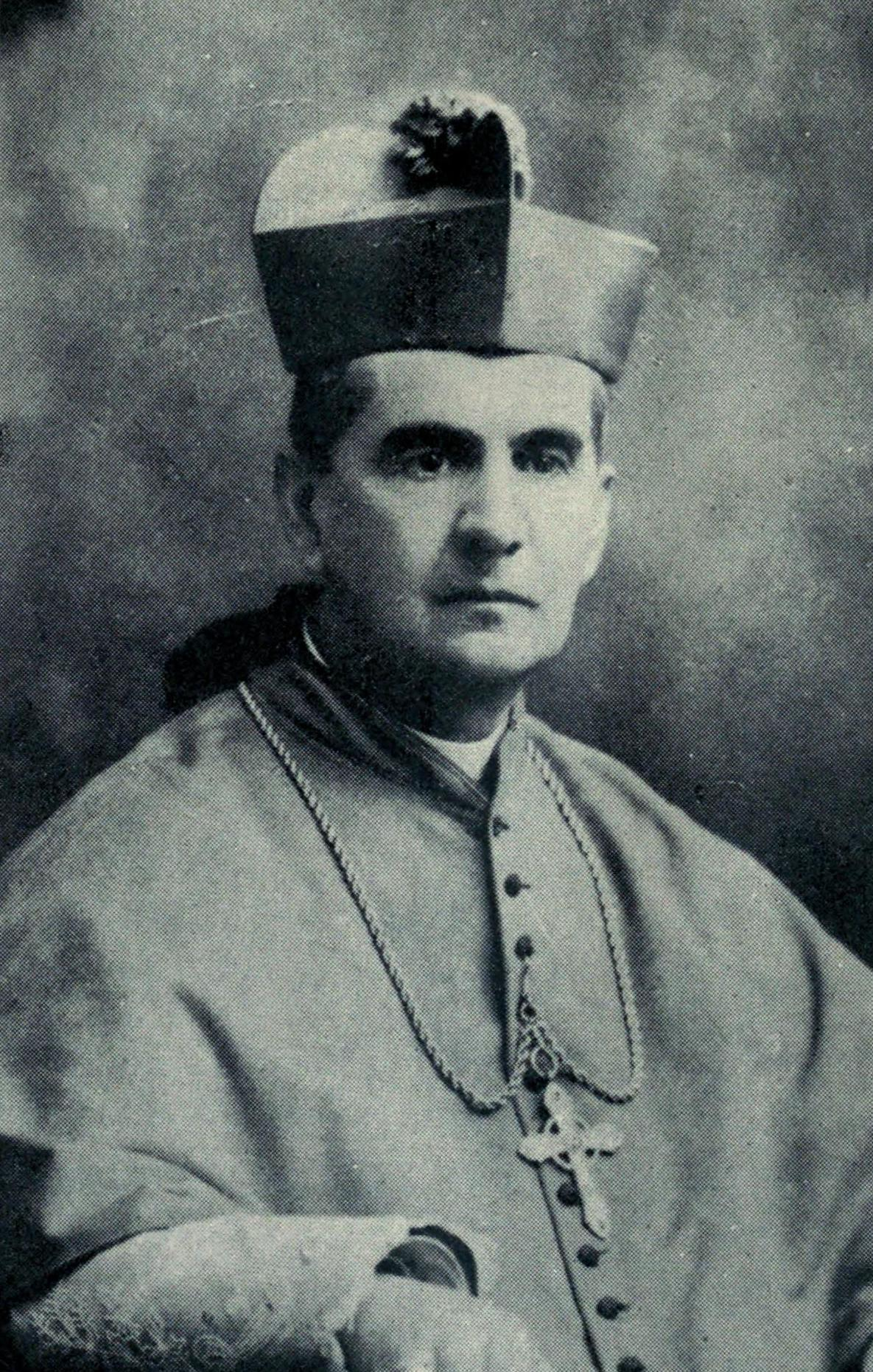
Monseñor Luis Silva Lezaeta en una publicación de 1920.

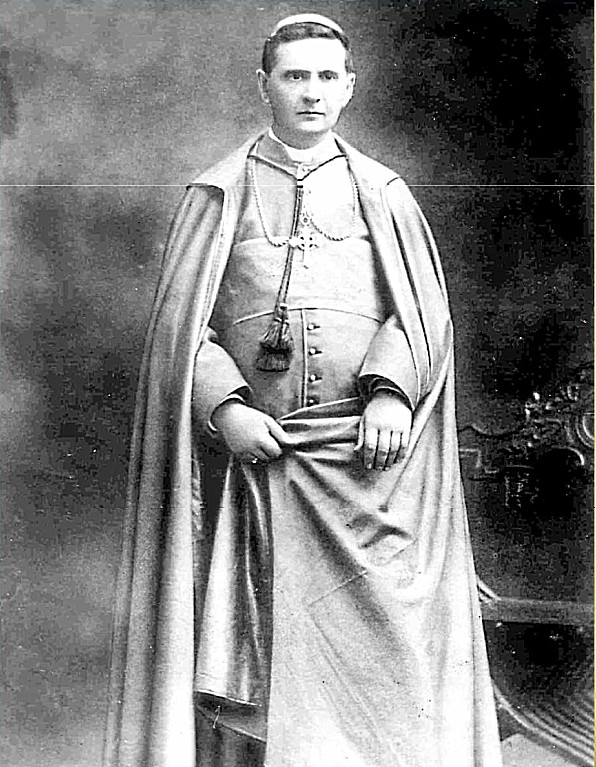
Monseñor Luis Silva Lezaeta Obispo de Antofagasta.

Luis Silva Lezaeta (Tunca, Colchagua, Chile, 2 de febrero de 1860 -  Antofagasta, 21 de mayo de 1929) fue un sacerdote y obispo chileno. Fue un agente destacado en la modernización de la región y ciudad de Antofagasta

## Primeros años
Fue ordenado sacerdote a los 22 años. En 1882 fue nombrado párroco de La Serena y en 1883 fue nombrado secretario del Vicariato Apostólico de Antofagasta, y en 1887 fue promovido a vicario, cargo que ocupó hasta 1895, cuando fue enviado a Sucre en Bolivia. En 1898 fue trasladado a Copiapó donde ejerció como vicario foráneo. En 1904 retornó a Antofagasta. El 5 de febrero de 1928 el Vicariato Apostólico de Antofagasta fue elevada a diócesis siendo su primer Obispo Monseñor Luis Silva Lezaeta.

## Trayectoria en Antofagasta
Fue uno de los agentes de transformación de la ciudad de Antofagasta. Una de sus primeras labores fue terminar el segundo templo de San José, un edificio en madera frente a la Plaza Colón, que había sido erguido luego de que en 1880 se incendiase el primer templo. Lamentablemente este último templo sufrió un nuevo incendio, por lo cual Monseñor Silva Lezaeta gestionó la construcción de un nuevo templo hecho de hierro, piedra y cemento. La primera piedra fue puesta el 15 de noviembre de 1907 (un año después del incendio) cuya obra fue terminada en 1917 aunque se realizó una inauguración simbólica en 1914. Este templo de la Parroquia San José es la actual Iglesia Catedral de Antofagasta.
Gestionó el diseño y construcción de Hospital del Salvador, un edificio neoclásico en sistema de pabellones, proyectado en conjunto con el arquitecto Luis Jacob de la Dirección de Obras Públicas. Las obras se iniciaron en 1906 y fue parcialmente inaugurado en 1913. Fue precursor de distintas obras entre ellos el Asilo de Ancianos Nuestra Señora del Carmen y además el Colegio San Luis.